# Jared Jarvis (Leichtathlet)
Jared „Shark“ Jarvis (geb. 29. August 1994) ist ein antiguanischer Sprinter.
Er nahm mit dem Team der 4-mal-100-Meter-Staffel an den Weltmeisterschaften 2015 in Peking und den Olympischen Sommerspielen 2016 in Rio de Janeiro teil.
Bei den Weltmeisterschaften 2015 kam die Mannschaft mit Chavaughn Walsh, Daniel Bailey und Miguel Francis im Vorlauf auf Platz vier und qualifizierte sich für das Finale, wo das Team den sechsten Platz belegte. Bei den Olympischen Spielen 2016 schied die Mannschaft aus Chavaughn Walsh, Cejhae Greene, Jared Jarvis und Tahir Walsh im Vorlauf aus.